# Charkhi Dadri
Charkhi Dadri è una città dell'India di 44.892 abitanti, situata nel distretto di Bhiwani, nello stato federato dell'Haryana. In base al numero di abitanti la città rientra nella classe III (da 20.000 a 49.999 persone).

## Geografia fisica
La città è situata a 28° 36' 0 N e 76° 16' 0 E e ha un'altitudine di 223 m s.l.m..

## Storia

### Incidente aereo
La città fu teatro del terzo incidente aereo più grave occorso ad un volo di linea commerciale: il 12 novembre 1996 il volo Saudia 763 operato da un Boeing 747 si scontrò frontalmente con il volo Kazakhstan Airlines 1907 operato da un Ilyushin Il-76. Nella collisione aerea di Charkhi Dadri persero la vita 349 persone.

## Società

### Evoluzione demografica
Al censimento del 2001 la popolazione di Charkhi Dadri assommava a 44.892 persone, delle quali 24.026 maschi e 20.866 femmine. I bambini di età inferiore o uguale ai sei anni assommavano a 6.025, dei quali 3.397 maschi e 2.628 femmine. Infine, coloro che erano in grado di saper almeno leggere e scrivere erano 31.333, dei quali 18.296 maschi e 13.037 femmine.